# Babel (protocolo)
Babel se basa en las ideas del enrutamiento por vector de distancia secuenciada por destino, el enrutamiento de vector de distancia a pedido Ad Hoc y el protocolo de enrutamiento de puerta de enlace interior mejorado de Cisco (EIGRP), pero utiliza diferentes técnicas para evitar ciclos. Babel tiene disposiciones para usar múltiples métricas computadas dinámicamente; de forma predeterminada, utiliza el recuento de saltos en redes cableadas y una variante de ETX en enlaces inalámbricos, pero se puede configurar para tener en cuenta la diversidad de radio o para calcular automáticamente la latencia de un enlace e incluirlo en la métrica.
Babel opera en redes IPv4 e IPv6. Se ha informado que es un protocolo robusto y que tiene propiedades de convergencia rápida.
Cuatro implementaciones de Babel están disponibles gratuitamente: la implementación de "referencia" independiente, una versión que está integrada en el paquete de enrutamiento FRR (anteriormente Quagga, de la cual se ha eliminado Babel) una reimplementación mínima en Python y una que es una extensión del BIRD plataforma de enrutamiento. La versión que se integró en Quagga permite la autenticación, mientras que la versión de referencia tiene soporte para el enrutamiento específico de fuente.
En octubre de 2015, Babel fue elegido como el protocolo obligatorio de implementación por el grupo de trabajo de IETF Homenet, aunque de forma experimental. En junio de 2016, se creó un grupo de trabajo IETF cuyo objetivo principal es producir una versión estándar de Babel.